# Pohlia
Pohlia es un género de foraminífero bentónico de la subfamilia Tournayellinae, de la familia Tournayellidae, de la superfamilia Tournayelloidea, del suborden Fusulinina y del orden Fusulinida. Su especie tipo es Septatournayella henbesti. Su rango cronoestratigráfico abarca el Viseense (Carbonífero inferior).

## Discusión
Algunas clasificaciones más recientes incluyen Pohlia en el suborden Tournayellina, del orden Tournayellida, de la subclase Fusulinana y de la clase Fusulinata.

## Clasificación
Pohlia incluye a las siguientes especies:
- Pohlia henbesti